# Красновка (Чулимський район)
Красновка (рос. Красновка) — селище у Чулимському районі Новосибірської області Російської Федерації.
Входить до складу муніципального утворення Кокошинська сільрада. Населення становить 150 осіб (2010).

## Історія
Згідно із законом від 2 червня 2004 року органом місцевого самоврядування є Кокошинська сільрада.

## Населення
| 2002 | 2007 | 2010 |
| ---- | ---- | ---- |
| 194  | ↘176 | ↘150 |